# Großer Preis von Großbritannien 2006
Der Große Preis von Großbritannien 2006 (offiziell 2006 Formula 1 Foster’s British Grand Prix) fand am 11. Juni auf dem Silverstone Circuit in Silverstone statt und war das achte Rennen der Formel-1-Weltmeisterschaft 2006.

## Bericht

### Hintergrund
Nach dem Großen Preis von Monaco führte Fernando Alonso in der Fahrerwertung mit 21 Punkten vor Michael Schumacher und mit 37 Punkten vor Giancarlo Fisichella. In der Konstrukteurswertung führte Renault mit 32 Punkten vor Ferrari und mit 42 Punkten vor McLaren-Mercedes.
Mit Michael Schumacher (dreimal), David Coulthard, Jacques Villeneuve (jeweils zweimal), Juan Pablo Montoya und Rubens Barrichello (jeweils einmal) traten fünf ehemalige Sieger zu diesem Grand Prix an.

### Training
Die letzten sechs Teams der Konstrukteursmeisterschaft 2005 waren berechtigt am Freitag im freien Training ein drittes Auto einzusetzen, selbiges galt für das neue elfte Team Super Aguri. Diese Fahrer fuhren am Freitag, traten aber weder im Qualifying noch im Rennen an. Alexander Wurz (Williams), Anthony Davidson (Honda), Robert Doornbos (Red Bull), Robert Kubica (BMW Sauber), Giorgio Mondini (Spyker), Neel Jani (Toro Rosso) und Sakon Yamamoto (Super Aguri) nahmen in dieser Funktion an den Freitagstrainings teil.
Im ersten freien Training fuhr Wurz mit 1:21,946 Minuten die schnellste Runde vor Davidson und Kubica.
Im zweiten freien Training war Kubica mit 1:21,082 Minuten der Schnellste, gefolgt von Fisichella und Wurz.
Im dritten freien Training platzierte sich Michael Schumacher mit 1:20,919 Minuten vor Nick Heidfeld und Felipe Massa ganz vorne.

### Qualifying
Das Qualifying wurde in drei Qualifikationsabschnitten ausgetragen. In den beiden ersten schieden die jeweils sechs langsamsten Fahrer aus, im letzten wurde um die Pole-Position gefahren.
Alonso dominierte alle drei Qualifikationsabschnitte und konnte daher folgerichtig die nächste und seine 13. Pole-Position einfahren. Auf Platz zwei folgte der McLaren-Mercedes von Kimi Räikkönen, auf Platz drei konnte sich Michael Schumacher qualifizieren.
Im ersten Qualifikationsabschnitt (Q1) schieden Mark Webber, Christijan Albers, Jenson Button, die beiden Super Aguri und Jarno Trulli (ohne Zeit) aus.
Im zweiten Qualifikationsabschnitt (Q2) schieden dann die beiden Red Bull, Nico Rosberg, beide Torro Rosso und Tiago Monteiro aus.

### Rennen

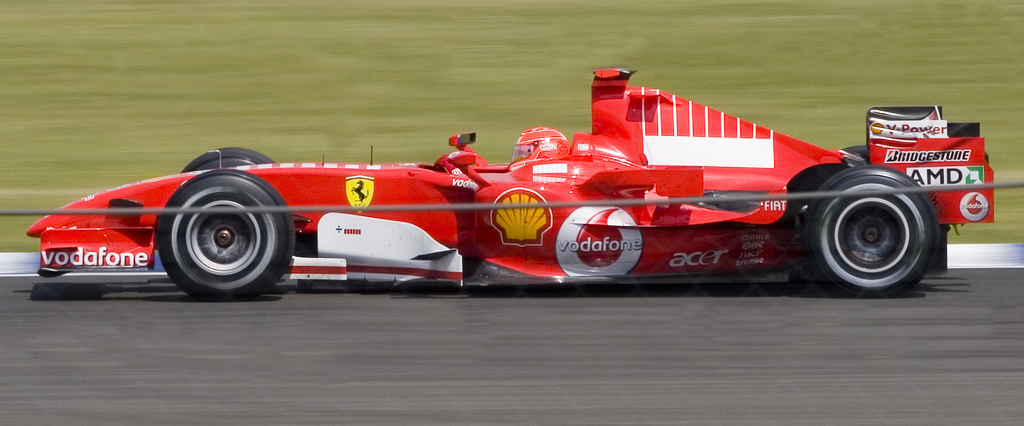
Michael Schumacher beendete das Rennen als Zweiter

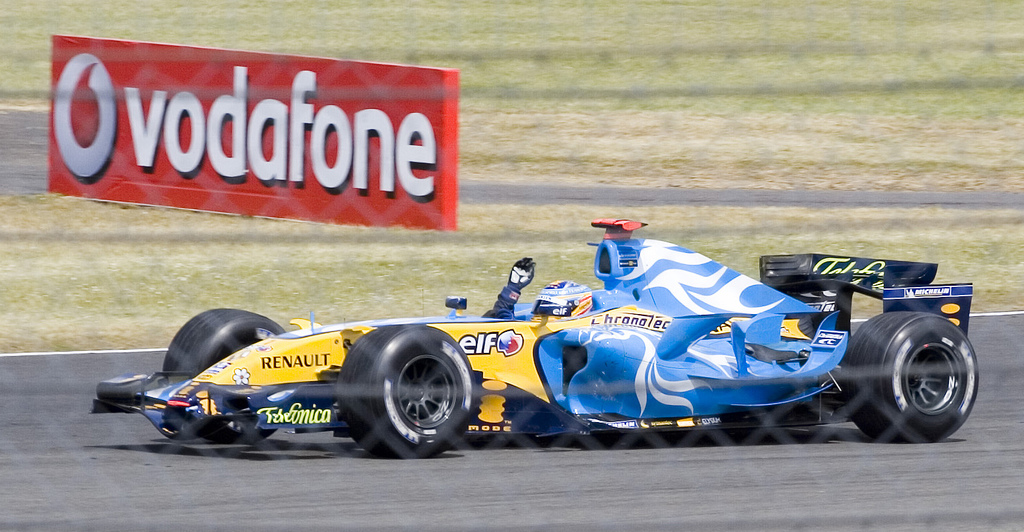
Fernando Alonso holte sich die Pole-Position, fuhr die schnellste Runde und gewann das Rennen

Alonso dominierte während des gesamten Rennens, sein römischer Teamkollege Fisichella übernahm nur für eine Runde die Führung. Fisichella hatte jedoch nicht so viel Glück und konnte das Rennen nicht auf dem Podium beenden, sondern auf dem vierten Platz.
Im Kampf um das Podium belegte Michael Schumacher den zweiten Platz vor Räikkönen, nachdem der Finne den Deutschen bis zum zweiten Stopp geschickt in Schach gehalten hatte. Michael Schumacher überholte Räikkönen dank eines früheren und kürzeren Stopps und sicherte sich so den zweiten Platz. Was die heimischen Fahrer betrifft, so hatten die Briten kein Glück: Coulthard wurde Zwölfter, während Jenson Button in der achten Runde bereits ausschied.
Es war der dritte Sieg in Folge für Alonso, der seine Erfolgsserie fortsetzte und seinen Vorsprung in der Gesamtwertung ausbaute. Es war zudem sein erster Hattrick (Pole-Position, schnellste Runde und Rennsieg), womit er der erste Spanier war, dem dies gelang. Außerdem war er mit 24 Jahren und 317 Tagen der bis dato jüngste Fahrer, dem dies gelang. Ihm fehlt schlussendlich eine Führungsrunde um sich einen Grand Slam zu sichern. Die restlichen Punkteplatzierungen belegten Massa als Fünfter, Montoya auf Platz 6, Heidfeld auf 7 und Villeneuve als Achter.
In der Konstrukteurswertung blieben die ersten drei Positionen unverändert.

## Meldeliste
| Team                              | Nr. | Fahrer               | Chassis          | Motor                | Reifen |
| --------------------------------- | --- | -------------------- | ---------------- | -------------------- | ------ |
| Mild Seven Renault F1 Team        | 01  | Fernando Alonso      | Renault R26      | Renault 2.4 V8       | M      |
| Mild Seven Renault F1 Team        | 02  | Giancarlo Fisichella | Renault R26      | Renault 2.4 V8       | M      |
| Team McLaren Mercedes             | 03  | Kimi Räikkönen       | McLaren MP4-21   | Mercedes-Benz 2.4 V8 | M      |
| Team McLaren Mercedes             | 04  | Juan Pablo Montoya   | McLaren MP4-21   | Mercedes-Benz 2.4 V8 | M      |
| Scuderia Ferrari Marlboro         | 05  | Michael Schumacher   | Ferrari 248 F1   | Ferrari 2.4 V8       | B      |
| Scuderia Ferrari Marlboro         | 06  | Felipe Massa         | Ferrari 248 F1   | Ferrari 2.4 V8       | B      |
| Panasonic Toyota Racing           | 07  | Ralf Schumacher      | Toyota TF106B    | Toyota 2.4 V8        | B      |
| Panasonic Toyota Racing           | 08  | Jarno Trulli         | Toyota TF106B    | Toyota 2.4 V8        | B      |
| Williams F1 Team                  | 09  | Mark Webber          | Williams FW28    | Cosworth 2.4 V8      | B      |
| Williams F1 Team                  | 10  | Nico Rosberg         | Williams FW28    | Cosworth 2.4 V8      | B      |
| Williams F1 Team                  | 35  | Alexander Wurz       | Williams FW28    | Cosworth 2.4 V8      | B      |
| Lucky Strike Honda Racing F1 Team | 11  | Rubens Barrichello   | Honda RA106      | Honda 2.4 V8         | M      |
| Lucky Strike Honda Racing F1 Team | 12  | Jenson Button        | Honda RA106      | Honda 2.4 V8         | M      |
| Lucky Strike Honda Racing F1 Team | 36  | Anthony Davidson     | Honda RA106      | Honda 2.4 V8         | M      |
| Red Bull Racing                   | 14  | David Coulthard      | Red Bull RB2     | Ferrari 2.4 V8       | M      |
| Red Bull Racing                   | 15  | Christian Klien      | Red Bull RB2     | Ferrari 2.4 V8       | M      |
| Red Bull Racing                   | 37  | Robert Doornbos      | Red Bull RB2     | Ferrari 2.4 V8       | M      |
| BMW Sauber F1 Team                | 16  | Nick Heidfeld        | BMW Sauber F1.06 | BMW 2.4 V8           | M      |
| BMW Sauber F1 Team                | 17  | Jacques Villeneuve   | BMW Sauber F1.06 | BMW 2.4 V8           | M      |
| BMW Sauber F1 Team                | 38  | Robert Kubica        | BMW Sauber F1.06 | BMW 2.4 V8           | M      |
| Spyker MF1 Team                   | 18  | Tiago Monteiro       | Midland M16      | Toyota 2.4 V8        | B      |
| Spyker MF1 Team                   | 19  | Christijan Albers    | Midland M16      | Toyota 2.4 V8        | B      |
| Spyker MF1 Team                   | 39  | Giorgio Mondini      | Midland M16      | Toyota 2.4 V8        | B      |
| Scuderia Toro Rosso               | 20  | Vitantonio Liuzzi    | Toro Rosso STR1  | Cosworth 3.0 V10     | M      |
| Scuderia Toro Rosso               | 21  | Scott Speed          | Toro Rosso STR1  | Cosworth 3.0 V10     | M      |
| Scuderia Toro Rosso               | 40  | Neel Jani            | Toro Rosso STR1  | Cosworth 3.0 V10     | M      |
| Super Aguri Formula 1             | 22  | Takuma Satō          | Super Aguri SA06 | Honda 2.4 V8         | B      |
| Super Aguri Formula 1             | 23  | Franck Montagny      | Super Aguri SA06 | Honda 2.4 V8         | B      |
| Super Aguri Formula 1             | 41  | Sakon Yamamoto       | Super Aguri SA06 | Honda 2.4 V8         | B      |

Anmerkungen
1. 1 2 3 4 5 6 7  Nahm nur an den Freitagstrainings teil.

## Klassifikationen

### Qualifying
| Pos. | Fahrer               | Konstrukteur        | Q1         | Q2       | Q3       | Start |
| ---- | -------------------- | ------------------- | ---------- | -------- | -------- | ----- |
| 01   | Fernando Alonso      | Renault             | 1:21,018   | 1:20,271 | 1:20,253 | 01    |
| 02   | Kimi Räikkönen       | McLaren-Mercedes    | 1:21,648   | 1:20,497 | 1:20,397 | 02    |
| 03   | Michael Schumacher   | Ferrari             | 1:22,096   | 1:20,659 | 1:20,574 | 03    |
| 04   | Felipe Massa         | Ferrari             | 1:21,647   | 1:20,846 | 1:20,764 | 04    |
| 05   | Giancarlo Fisichella | Renault             | 1:22,411   | 1:20,594 | 1:20,919 | 05    |
| 06   | Rubens Barrichello   | Honda               | 1:22,965   | 1:20,929 | 1:20,943 | 06    |
| 07   | Ralf Schumacher      | Toyota              | 1:22,886   | 1:21,043 | 1:21,073 | 07    |
| 08   | Juan Pablo Montoya   | McLaren-Mercedes    | 1:22,169   | 1:20,816 | 1:21,107 | 08    |
| 09   | Nick Heidfeld        | BMW Sauber          | 1:21,670   | 1:20,629 | 1:21,329 | 09    |
| 10   | Jacques Villeneuve   | BMW Sauber          | 1:21,637   | 1:20,672 | 1:21,599 | 10    |
| 11   | David Coulthard      | Red Bull-Ferrari    | 1:22,424   | 1:21,442 | –        | 11    |
| 12   | Nico Rosberg         | Williams-Cosworth   | 1:23,083   | 1:21,567 | –        | 12    |
| 13   | Vitantonio Liuzzi    | Toro Rosso-Cosworth | 1:22,685   | 1:21,699 | –        | 13    |
| 14   | Christian Klien      | Red Bull-Ferrari    | 1:22,773   | 1:21,990 | –        | 14    |
| 15   | Scott Speed          | Toro Rosso-Cosworth | 1:22,541   | 1:22,076 | –        | 15    |
| 16   | Tiago Monteiro       | MF1 Racing          | 1:22,860   | 1:22,207 | –        | 16    |
| 17   | Mark Webber          | Williams-Cosworth   | 1:23,126   | –        | –        | 17    |
| 18   | Christijan Albers    | MF1 Racing          | 1:23,210   | –        | –        | 18    |
| 19   | Jenson Button        | Honda               | 1:23,247   | –        | –        | 19    |
| 20   | Takuma Satō          | Super Aguri-Honda   | 1:26,158   | –        | –        | 21    |
| 21   | Franck Montagny      | Super Aguri-Honda   | 1:26,316   | –        | –        | 20    |
| 22   | Jarno Trulli         | Toyota              | keine Zeit | –        | –        | 22    |

Anmerkungen
1. ↑  Satō erhielt aufgrund eines Motorenwechsels eine Startplatzstrafe von zehn Plätzen.
2. ↑  Trulli erhielt aufgrund eines Motorenwechsels eine Startplatzstrafe von zehn Plätzen.
3. ↑  Trulli wurde erlaubt zu starten, da er im freien Training ausreichend schnell gefahren war.

### Rennen
| Pos. | Fahrer               | Konstrukteur        | Runden | Stopps | Zeit        | Start | Schnellste Runde |
| ---- | -------------------- | ------------------- | ------ | ------ | ----------- | ----- | ---------------- |
| 01   | Fernando Alonso      | Renault             | 60     | 2      | 1:25:51,927 | 01    | 1:21,599 (21.)   |
| 02   | Michael Schumacher   | Ferrari             | 60     | 2      | + 13,951    | 03    | 1:21,934 (53.)   |
| 03   | Kimi Räikkönen       | McLaren-Mercedes    | 60     | 2      | + 18,672    | 02    | 1:22,461 (15.)   |
| 04   | Giancarlo Fisichella | Renault             | 60     | 2      | + 19,976    | 05    | 1:22,238 (42.)   |
| 05   | Felipe Massa         | Ferrari             | 60     | 2      | + 31,559    | 04    | 1:22,371 (43.)   |
| 06   | Juan Pablo Montoya   | McLaren-Mercedes    | 60     | 2      | + 1:04,769  | 08    | 1:22,780 (38.)   |
| 07   | Nick Heidfeld        | BMW Sauber          | 60     | 2      | + 1:11,594  | 09    | 1:22,706 (43.)   |
| 08   | Jacques Villeneuve   | BMW Sauber          | 60     | 2      | + 1:18,299  | 10    | 1:22,921 (46.)   |
| 09   | Nico Rosberg         | Williams-Cosworth   | 60     | 2      | + 1:19,008  | 12    | 1:22,916 (47.)   |
| 10   | Rubens Barrichello   | Honda               | 59     | 2      | + 1 Runde   | 06    | 1:23,224 (38.)   |
| 11   | Jarno Trulli         | Toyota              | 59     | 2      | + 1 Runde   | 22    | 1:22,744 (19.)   |
| 12   | David Coulthard      | Red Bull-Ferrari    | 59     | 2      | + 1 Runde   | 11    | 1:23,995 (42.)   |
| 13   | Vitantonio Liuzzi    | Toro Rosso-Cosworth | 59     | 1      | + 1 Runde   | 13    | 1:24,221 (25.)   |
| 14   | Christian Klien      | Red Bull-Ferrari    | 59     | 2      | + 1 Runde   | 14    | 1:23,712 (30.)   |
| 15   | Christijan Albers    | MF1 Racing          | 59     | 2      | + 1 Runde   | 18    | 1:23,977 (27.)   |
| 16   | Tiago Monteiro       | MF1 Racing          | 58     | 2      | + 2 Runden  | 16    | 1:24,636 (25.)   |
| 17   | Takuma Satō          | Super Aguri-Honda   | 57     | 2      | + 3 Runden  | 21    | 1:26,520 (23.)   |
| 18   | Franck Montagny      | Super Aguri-Honda   | 57     | 2      | + 3 Runden  | 20    | 1:27,167 (26.)   |
| –    | Jenson Button        | Honda               | 8      | 0      | DNF         | 19    | 1:25,207 (08.)   |
| –    | Scott Speed          | Toro Rosso-Cosworth | 1      | 0      | DNF         | 15    | –                |
| –    | Mark Webber          | Williams-Cosworth   | 0      | 0      | DNF         | 17    | –                |
| –    | Ralf Schumacher      | Toyota              | 0      | 0      | DNF         | 07    | –                |

## WM-Stände nach dem Rennen
Die ersten acht des Rennens bekamen 10, 8, 6, 5, 4, 3, 2 bzw. 1 Punkt(e)
| Pos. | Fahrer               | Konstrukteur     | Punkte |
| ---- | -------------------- | ---------------- | ------ |
| 01   | Fernando Alonso      | Renault          | 74     |
| 02   | Michael Schumacher   | Ferrari          | 51     |
| 03   | Kimi Räikkönen       | McLaren-Mercedes | 33     |
| 04   | Giancarlo Fisichella | Renault          | 32     |
| 05   | Juan Pablo Montoya   | McLaren-Mercedes | 26     |
| 06   | Felipe Massa         | Ferrari          | 24     |
| 07   | Jenson Button        | Honda            | 16     |
| 08   | Rubens Barrichello   | Honda            | 13     |
| 09   | Nick Heidfeld        | BMW Sauber       | 10     |
| 10   | Ralf Schumacher      | Toyota           | 8      |
| 11   | David Coulthard      | Red Bull-Ferrari | 7      |
| 12   | Jacques Villeneuve   | BMW Sauber       | 7      |

| Pos. | Fahrer            | Konstrukteur        | Punkte |
| ---- | ----------------- | ------------------- | ------ |
| 13   | Mark Webber       | Williams-Cosworth   | 6      |
| 14   | Nico Rosberg      | Williams-Cosworth   | 4      |
| 15   | Christian Klien   | Red Bull-Ferrari    | 1      |
| 16   | Jarno Trulli      | Toyota              | 0      |
| 17   | Scott Speed       | Toro Rosso-Cosworth | 0      |
| 18   | Vitantonio Liuzzi | Toro Rosso-Cosworth | 0      |
| 19   | Christijan Albers | MF1 Racing          | 0      |
| 20   | Tiago Monteiro    | MF1 Racing          | 0      |
| 21   | Takuma Satō       | Super Aguri-Honda   | 0      |
| 22   | Yūji Ide          | Super Aguri-Honda   | 0      |
| 23   | Franck Montagny   | Super Aguri-Honda   | 0      |

### Konstrukteurswertung
| Pos. | Konstrukteur      | Punkte |
| ---- | ----------------- | ------ |
| 01   | Renault           | 106    |
| 02   | Ferrari           | 75     |
| 03   | McLaren-Mercedes  | 58     |
| 04   | Honda             | 29     |
| 05   | BMW Sauber        | 17     |
| 06   | Williams-Cosworth | 10     |

| Pos. | Konstrukteur        | Punkte |
| ---- | ------------------- | ------ |
| 07   | Toyota              | 8      |
| 08   | Red Bull-Ferrari    | 8      |
| 09   | Toro Rosso-Cosworth | 0      |
| 10   | MF1 Racing          | 0      |
| 11   | Super Aguri-Honda   | 0      |